# 九龍巴士57M線
九龍巴士57M線是香港新界一條來往屯門（山景邨）及荔景（北）的巴士路線，途經荃灣及葵涌。

## 歷史
- 1985年1月31日開辦，初時是來往山景至荔景（南）巴士總站，經屯門市中心，當時山景邨總站是設於通往景麗樓行人出入口外[3]。
- 1986年1月20日配合皇珠路通車，改經皇珠路，不再駛經杯渡路和屯門市中心，原有服務範圍由66M更改行車路線取代。
- 1987年2月19日：山景總站由景麗樓外遷往位於旺賢街的巴士總站。
- 1993年11月16日增派空調巴士行駛。
- 1995年3月31日，荔景（南）總站因建造社區會堂工程永久封閉，而遷往荔景（北）總站。
- 2004年6月5日，改為全線採用空調巴士提供服務。
- 2013年7月27日：來回程加停屯門公路巴士轉乘站，並增設轉乘優惠。
- 2015年6月27日：增設到站時間預報。[4]
- 2017年7月1日：為配合九巴專營權延續，增設由屯門公路轉車站往山景的分段收費。
- 2024年6月23日：來回方向繞經業旺邨，往山景方向改經屯門市中心而不經青雲站；由山景開出頭班車時間提早五分鐘至05:35。[5]
- 2024年7月2日：往山景方向增停天后路「天后路」站。[6]

## 服務時間及班次
| 屯門（山景邨）開 | 屯門（山景邨）開 | 屯門（山景邨）開 | 荔景（北）開     | 荔景（北）開 | 荔景（北）開 |
| 日期             | 服務時間         | 班次（分鐘）     | 日期             | 服務時間     | 班次（分鐘） |
| ---------------- | ---------------- | ---------------- | ---------------- | ------------ | ------------ |
| 星期一至五       | 05:35-07:50      | 15               | 星期一至五       | 06:30        | 06:30        |
| 星期一至五       | 08:00            | 08:00            | 星期一至五       | 06:45-09:25  | 20           |
| 星期一至五       | 08:20-15:50      | 25               | 星期一至五       | 09:25-16:30  | 25           |
| 星期一至五       | 15:50-16:50      | 20               | 星期一至五       | 16:30-17:10  | 20           |
| 星期一至五       | 16:50-17:50      | 15               | 星期一至五       | 17:10-18:30  | 11/12        |
| 星期一至五       | 17:50-18:25      | 17/18            | 星期一至五       | 18:45        | 18:45        |
| 星期一至五       | 18:25-19:05      | 20               | 星期一至五       | 19:05-23:15  | 25           |
| 星期一至五       | 19:05-23:15      | 25               | 星期一至五       | 23:15-00:15  | 30           |
| 星期六           | 05:35            | 05:35            | 星期六           | 06:30-08:50  | 20           |
| 星期六           | 05:55-06:55      | 20               | 星期六           | 08:50-16:20  | 25           |
| 星期六           | 06:55-08:40      | 15               | 星期六           | 16:20-18:00  | 20           |
| 星期六           | 08:40-23:15      | 25               | 星期六           | 18:00-21:45  | 25           |
|                  |                  |                  | 星期六           | 21:45-00:15  | 30           |
| 星期日及公眾假期 | 05:35-07:00      | 20               | 星期日及公眾假期 | 06:30-07:10  | 20           |
| 星期日及公眾假期 | 07:00-15:45      | 25               | 星期日及公眾假期 | 07:10-21:45  | 25           |
| 星期日及公眾假期 | 15:45-18:05      | 20               | 星期日及公眾假期 | 21;45-00:15  | 30           |
| 星期日及公眾假期 | 18:05-22:15      | 25               |                  |              |              |
| 星期日及公眾假期 | 22:15-23:15      | 30               |                  |              |              |

## 收費
全程：$10.4
- 屯門（山景邨）往青雲站或之前：$4.8
- 荃景圍往荔景（北）：$5.6
- 眾安街往屯門（山景邨）：$10.0
- 屯門公路轉車站往屯門（山景邨）：$9.2
- 屯門公園往屯門（山景邨）：$4.8

| - 本線設有12歲以下小童及65歲或以上長者半價優惠。 - 65歲或以上香港居民使用「樂悠咭」，以及12歲以下合資格殘疾兒童使用「殘疾人士身份」個人八達通繳付車資，均可享有每程$2.0或半價（以較低者為準）的票價優惠；12至64歲合資格殘疾人士使用「殘疾人士身份」個人八達通（包括「樂悠咭」），以及60至64歲香港居民使用「樂悠咭」繳付車資，均可享有每程$2.0或全費（以較低者為準）的票價優惠。 - 65歲或以上長者如使用長者或一般個人八達通繳付車資，則只可享有半價優惠；12至64歲合資格殘疾人士如不使用「殘疾人士身份」個人八達通，以及60至64歲人士如不使用「樂悠咭」繳付車資，必須繳付全費。 - 乘客可以現金或八達通於上車時付款，不設找續。 - 每位成人乘客可免費攜帶最多兩名4歲以下而不佔座位的兒童乘客乘車，超額之4歲以下小童必須繳付小童車費乘車。 - 持有「九巴月票」之乘客在車票有效期內，每日可享最多10程任何九龍巴士及龍運巴士路線（包括本路線，以及聯營路線的九龍巴士／龍運巴士提供的班次；惟乘搭機場「A」及「NA」線則可享原價二七折優惠（不會計算每天10次合資格車程））；而B1線則每日可享最多各2程（不會計算每天10次合資格車程）。 - 九龍巴士、城巴、龍運巴士及陽光巴士全職員工及家屬（不包括外判職員）可免費乘搭本路線，惟必須拍職員或職員家屬八達通。 - 乘客亦可透過多元化電子支付系統（e度嘟）繳付車資，包括使用非接觸式VISA卡、JCB卡、萬事達卡、銀聯卡、美國運通、大來國際、Discover Card、Apple Pay、Google Pay、Samsung Pay、AlipayHK「易乘碼」、支付寶、WeChatHK／微信支付「搭車碼」、銀聯雲閃付「乘車碼」及BOC Pay「乘車碼」。乘客使用此付款方式，使用此支付方式的乘客可享有中途下車之分段收費，以及與其他九巴／龍運獨營路線或聯營線九巴／龍運班次之轉乘優惠，惟不適用於與非九巴／龍運路線之轉乘優惠，亦不能享有「公共交通費用補貼計劃」及「長者及合資格殘疾人士公共交通票價優惠計劃」。 - 帶粗體字者為雙向分段收費，乘客必須使用八達通（九巴月票除外）上車拍卡繳費，並於下車前後於指定巴士站裝設拍卡機確認八達通，方可享有分段收費優惠。 |

### 八達通轉乘優惠
乘客登上本線後150分鐘內以同一張八達通卡轉乘以下路線，或從以下路線登車後150分鐘內以同一張八達通卡轉乘本線，次程可獲$4.2車資折扣優惠：
57M←→荃灣／葵青區路線
- 57M往荔景 → 31往石籬、32M往象山、36往梨木樹、235往安蔭或238M往海濱花園
- 31往荃灣西站、32M往葵芳站、36往荃灣西站、235往葵芳站或238M往荃灣站 → 57M往山景

57M←→城門隧道路線
- 57M往荔景 → 43X/P、48X/P、49X、73X、278A或278X往沙田／大埔／北區
- 43X/P、48X/P、49X、73X或278X/A/P往荃灣／青衣 → 57M往山景

## 使用車輛
本線開辦初期，一直採用利蘭勝利二型巴士行駛，在1990年之前，間中亦用晚年「長牛」丹拿E型支援，直至1993年才陸續換為利蘭奧林比安及丹尼士巨龍11米非空調巴士。空調巴士方面，增派空調巴士時，主要採用丹尼士巨龍巴士，2002年增派當時最新的5輛配Volgren車身的猛獅24.310巴士（AMN43-AMN47）行駛。
2004年6月5日起，57M提升至全空調服務。本線剩餘最後的熱狗巴士S3BL429（FU4794），已替換為空調巴士AL114（FF 418），此外同時調整全程車費。
現時本線使用8輛Enviro500 MMC（7輛12米ATENU、1輛12.8米E6X）、1輛富豪B8L 12米（V6B）及2輛猛獅A95 12米（AMNF），均屬屯門車廠。
| 車隊編號  | 車牌   |
| --------- | ------ |
| ATENU949  | UA1491 |
| ATENU1038 | UC6739 |
| ATENU1096 | UE1018 |
| ATENU1187 | UK6859 |
| ATENU1197 | UM2769 |
| ATENU1416 | VL3270 |
| ATENU1417 | VL3570 |
| AMNF7     | UL 723 |
| AMNF18    | UM2691 |
| E6X63     | WM9222 |
| V6B191    | XL4038 |

## 行車路線

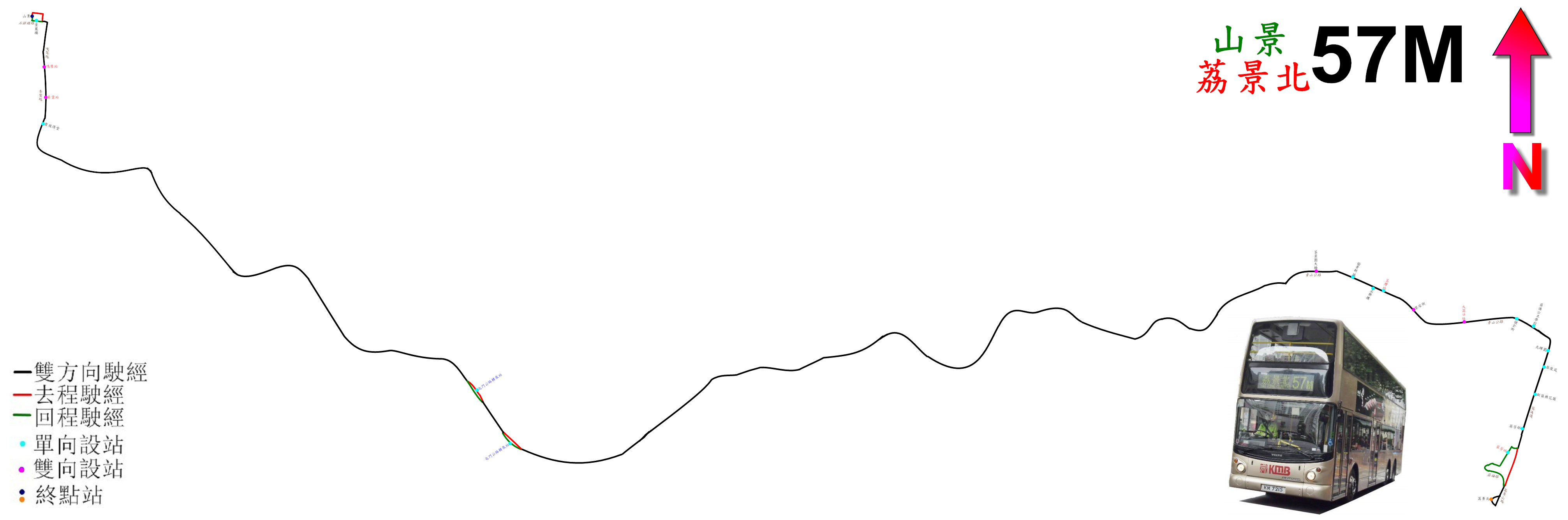
此線的走線圖

屯門（山景邨）開經：旺賢街、石排頭路、鳴琴路、青雲路、業旺路、天后路、迴旋處、天后路、業旺路、青雲路、皇珠路、屯門公路、屯門公路巴士轉乘站、屯門公路、青山公路、葵涌道及荔景山路。
荔景（北）開經：荔景山路、葵福路、葵芳站公共運輸交匯處、葵義路、葵富路、葵涌道、青山公路、屯門公路、屯門公路巴士轉乘站、屯門公路、屯興路、屯門鄉事會路、杯渡路、天后路、迴旋處、天后路、杯渡路、鳴琴路及石排頭路。
具體停站請參考資訊框

## 客量
此路線服務範圍，開辦以來僅局限於山景邨及屯門工廠區一帶，加上自2014年起，66M改經青雲路，自此兩線的服務範圍嚴重重疊。由於該線以荃灣站為總站，車費較此線便宜，故搶去此路線來往荃灣的客源，令此路線客量明顯下降；現時本線由屯門至荃灣的獨市位只剩下山景邨屋邨內部。但是由於66M只能去到荃灣，因此始終只有本線才能從屯門西一程過直達大窩口、葵芳等地，所以本線仍然能夠留住部分需要由屯門前往該地的乘客。現時利用本路線的乘客，多數是前往屯門公路轉車站轉乘其他往港九市區的九巴路線。
本線曾於2016-2017年度屯門區巴士路線計劃中被建議修改為平日早上繁忙時段提供單向往市區的服務，並縮短路線至葵芳邨，日間提供每小時一班的雙向服務，黃昏繁忙時段就提供單向返回山景邨的班次，當時繁忙時段的載客率為63%，但遭區議會強烈反對，計劃最終擱置。
現時，本線的客量偏低，即使在葵涌方面也不及58M競爭，在荃灣方面也不及66M競爭，班次也是屯門數一數二疏的路線(另一條為63X)，即使在繁忙時間也未必能滿座，所以是轉車站轉車回山景邨的極佳之選。

## 外部連結
- 九巴57M線—九龍巴士 （页面存档备份，存于）
- 九巴57M線—i-busnet.com （页面存档备份，存于）
- 九巴57M線—681巴士總站 （页面存档备份，存于）
- 香港巴士大典上的相关条目：九巴57M線